# Tsonyane
Tsonyane is een dorp in het district Southern in Botswana. De plaats telt 588 inwoners (2011).